# Evil Zone
Evil Zone es un videojuego de lucha en 3D, para la consola PlayStation, que fue lanzado en 1999. Fue producido por Yuke's y distribuido por Titus Software.

## Argumento
Ihadurca es una poderosa bruja, que utiliza sus poderes malvadamente tanto en su mundo como en otras dimensiones. El hechicero Al de I-Preseru consigue encerrar a Ihadurca en una prisión dimensional (Evil Zone), donde se la trata de contener hasta vencerla, antes de que se libere.
Los mejores luchadores y luchadoras de los mundos de las distintas dimensiones lucharán en la "Evil Zone" para defender sus mundos.

## Personajes
- Ihadulca: Es la malvada bruja con un cetro mágico, que es capaz de encarnarse en distintos seres, manipular distintas formas de energía y viajar a través del espacio, tiempo y otras dimensiones.

- Al: Es el hechicero más poderoso de I-Preseru, que utilizó su mágia para encerrar en la prisión dimensional de "Evil Zone".

- Setsuna: Una colegiala que estudia en la Tierra. Utiliza una espada con habilidades samurái. Puede reencarnarse en el alma de Karin para utilizar su mágia. Quiere derrotar Ihadulca para poder regresar a casa.

- Danzaiver: Danzaiver es un héroe intergaláctico con armadura y armas obtenidas del futuro. Trata de salvar a un miembro de su tripulación.

- Gally: Es un cazador de recompensas de complexión muy fuerte que utiliza como armas una gran espada y proyectiles. Gally quiere cobrar la recompensa por conseguir la cabeza de Ihadulca.

- Erel: Es la amiga de la infancia de Al y guerrera de la Runa, que lucha con armadura y espada.

- Midori: Es una luchadora de Ki. No posee ningún arma. Sólo se vale de su fuerza y artes marciales.

- Lie: Es un punk de aspecto satánico que maneja la espada de Shahal, cuya posesión le consume, devorándole su alma poco a poco.

- Keiya: Es un miembro de un clan de hechiceros de la Tierra. Keiya pretende arrebatar el poder de Ihadulca para su beneficio y tomar venganza contra Lie por matar a la mujer amó.

- Kakurine: Es una oscura milenaria sacerdotisa, que está especializada en las artes oscuras (Necromancia hasta Vudú). Kakurine ha destruido a todas las encarnaciones de Ihadulca durante miles de años y cuando destruya a su última encarnación, Ihadulca volverá a ser la mujer que ella era. Kakurine también está intentando detener a los otros luchadores de encontrar a Ihadulca. Ella es quien crea las copias idénticas para la mayoría de personajes.